# Цензура в Китае

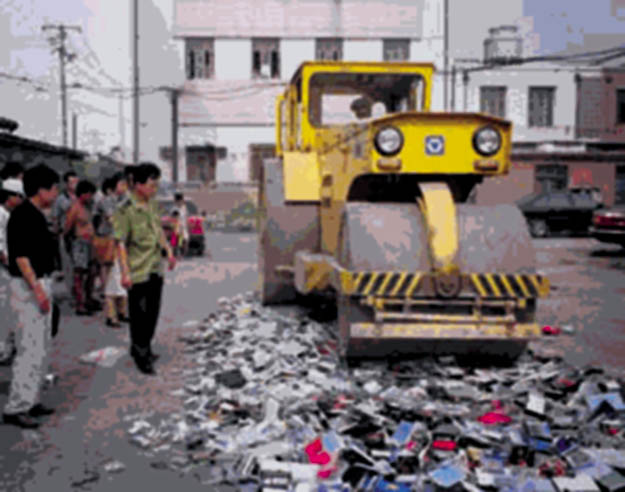
Книги Фалуньгун уничтожаются после объявления запрета в 1999 году

Цензу́ра в Кита́йской Наро́дной Респу́блике (кит. 中华人民共和国审查制度) осуществляется под контролем правящей Коммунистической партии Китая (КПК).
Основными объектами и темами, подпадающими под цензуру, выступают политические темы (например, события на площади Тяньаньмэнь 1989 года), сепаратистских движений в Синьцзяне, Тибете и Внутренней Монголии (например, сообщения о протестных самосожжениях в Тибете), сообщения о деятельности запрещённой в Китае организации Фалуньгун, коррупция в стране, сплетни и пропаганда. 
В КНР целиком и полностью запрещены эротика и порнография: в стране отсутствует ранжирование кино по возрастному признаку, поэтому все фильмы, содержащие постельные сцены и эротику в любом проявлении, подвергаются цензуре.
Надзор за содержанием информации в КНР осуществляют свыше десяти государственных и партийных органов. Наиболее важные из них — Отдел пропаганды ЦК КПК и сотрудничающее с ним Главное государственное управление по делам радио и телевидения.
Отдел пропаганды ЦК КПК вырабатывает специальные рекомендации для редакций СМИ. Например, в 2018 году под запрет попало изображение Винни-Пуха, так как некоторые пользователи Интернета сравнивали его с председателем КНР Си Цзиньпином.
Запрещаются неугодные властям книги. Например, была запрещена книга «Тучные годы» Чана Кунчуна, в которой описываются события на площади Тяньаньмэнь в 1989 году. 
Запрещена также книга «Служить народу» Яня Лянке, в которой описываются события «Культурной революции», а также содержится много сексуальных сцен. 
Роман Олдоса Хаксли «О дивный новый мир» (1932) доступен в КНР в бумажном виде, но запрещён к распространению в Интернете.
В 2017 году стало известно, что власти Китая решили ограничить число издаваемых в стране детских книг иностранных авторов. Об этом газете South China Morning Post сообщили источники в четырех китайских издательствах. Соответствующие указания, которые официально нигде не опубликованы, распространяются властями устно и вводят систему квот на выпуск таких книг, чтобы ограничить возможность распространения иностранных идей.

## Интернет-цензура
На территории Китая располагается одна из сложнейших и развитых в мире систем интернет-фильтрации. Все внутренние веб-сайты проходят предварительную регистрацию и проверку, а иностранные проходят через особый централизованный фильтр — «Золотой щит», действующий с 2003 года. Также фильтрация включена в работающие в стране зарубежные поисковые системы Bing, Google и Yahoo.
Согласно действующему в стране закону о государственной тайне, телекоммуникационные и интернет-компании обязаны оказывать содействие полиции в Интернете.
В 2010 году китайским правительством была выпущена белая книга в которой оно, отметив среди прочего, что Интернет является «кристаллизацией человеческой мудрости», тем не менее указало, что имеется ряд причин по которым граждане не могут в полной мере располагать доступом к ней. В ней было отмечено, что власть стремится бороться с пагубными последствиями для общественных интересов, безопасности государства и детей, которые могут возникнуть из-за распространения незаконной информации. В частности, в документе подчёркивается, что «законы и нормативные акты чётко запрещают распространение информации, содержащей контент, подрывающий государственную власть, подрывающий национальное единство [или] ущемляющий национальные честь и интересы».

## Цензура висториографии
Правительство Китая регулирует создание и распространение материалов, касающихся истории Китая. Одним из примеров этого является цензура исторических документов о Культурной революции: хотя правительство Китая теперь официально осуждает Культурную революцию, оно не предоставляет гражданам Китая возможность обсуждать страдания людей и жестокость, которой были насыщены те времена.

## Цензура религии
Ряд религиозных текстов, публикаций и материалов запрещены в КНР или их распространение строго ограничено. 
Иностранным гражданам также запрещается заниматься прозелитизмом в Китае. 
В соответствии с китайским законодательством несовершеннолетним запрещено получать религиозное образование.
Духовное движение Фалуньгун подвергается преследованиям в Китае, и практически все религиозные тексты, публикации и веб-сайты, связанные с этой группой, запрещены вместе с информацией о заключениях или пытках последователей.
Христианскую Библию разрешается печатать в Китае, но только в ограниченном количестве и в одном варианте. Их продажа также ограничена официально санкционированными церквями, а недавно были проведены расправы с онлайн-продажами. Религиозная литература не всегда доступна. В январе 2016 года пять человек были арестованы просто за «покупку и продажу официально запрещенных христианских обрядовых книг». Они были приговорены к 3-7 годам тюремного заключения.
Китай запретил книги под названием «Сексуальные обычаи» (кит. трад. 性風俗, упр. 性风俗, палл. синь фэнсу). В них оскорблялся ислам. Авторы книг были арестованы в 1989 году после протестов в Ланьчжоу и Пекине со стороны китайских мусульман-хуэй. Во время протестов китайская полиция обеспечивала защиту мусульманам-хуэй. Кроме того китайское правительство организовало публичное сжигание этих книг.
Китайское правительство помогло мусульманам-хуэй и удовлетворило их требования. В отличие от другой этнической группы мусульман — уйгуров, которые требуют суверенной независимости
Серия книг головоломок, изданная в Сычуани в 1993 году, вызвала аналогичные последствия, и трое редакторов книг были приговорен к 2-5 годам тюрьмы. Возмущённые мусульмане-хуэй, которые проявили жестокие выпады и оскорбления в адрес издателей книг, были отпущены китайским правительством и остались безнаказанными. Уйгуры же за свои протесты и требования независимости заключаются в тюрьмы.
В 2007 году в преддверии наступающего «года свиньи» по китайскому календарю изображения свиней были запрещены из CCTV «во избежание конфликтов с этническими меньшинствами». Для 20 миллионов мусульман в Китае свинья считается нечистым животным.

## ЛГБТ-контент
Органы цензуры обычно рассматривают ЛГБТ-контент как аморальный и регулярно подвергают цензуре непорнографические изображения такого контента в СМИ. Позитивные изображения однополых отношений в фильмах и на телевидении были удалены цензурой из эфира, и, по данным Human Rights Watch, негативные изображения ЛГБТК-людей «обычны и широко распространены» по состоянию на 2015 год. 

Глобальная полемика разгорелась в 2018 году, когда Mango TV отредактировал песню Ирландии для Евровидения, потому что она изображала двух мужчин, держащихся за руки и танцующих вместе. Флаг ЛГБТ, развевающийся во время более раннего выступления Швейцарии в том же году, также был размыт. Впоследствии Европейский вещательный союз разорвал отношения с материнской компанией Mango TV, Hunan Broadcasting System, что предотвратило дальнейшую трансляцию конкурса песни «Евровидение» в Китае. 

Цензоры также вырезали выступление албанского исполнителя в 2018 году, из-за татуировок.
В 2021 году Государственное управление по делам радио, кино и телевидения КНР добавило в свои правила запрет на «женоподобных мужчин и другую ненормальную эстетику», используя оскорбительный термин «нянпао» (кит. упр. 娘炮, пиньинь niángpào). Под запрет попали некоторые видеоблогеры, ведущие стримы в жанре «мокпан».

## Оценки
Такие западные организации, как Репортёры без границ, в 2006 году характеризовала ситуацию со свободой слова в Китае как «крайне тяжёлую». 
Само китайское правительство полагает, что защищает население от «тлетворного влияния Запада», которое выражается в активной политической пропаганде и сексуальном гедонизме, не характерном для китайской культуры.
В 2014 году политологи Гэри Кинг, Дженнифер Пэн и Маргарет Робертс провели «первое крупномасштабное экспериментальное исследование цензуры», в ходе которого подтвердили ранее выдвинутую гипотезу о том, что в Китае, с одной стороны, существует разрешение на публикацию критики государства, руководства страны и проводимой им политики, однако, с другой стороны, те события, которые имеют под собой реальную основу и способны вызвать рост общественного недовольства, подвергаются цензуре. Во время исследования были зарегистрированы многочисленные учётные записи в различных социальных сетях, где в произвольном порядке размещались тексты разного содержания, а затем проводилось наблюдение за тем, какие из них подверглись цензуре, а какие остались неизменными.
Freedom House, финансируемая правительством США организация, оценивает прессу в Китае как «несвободную». Это наихудший рейтинг, заявляющий что «государственный контроль над средствами массовой информации в Китае достигается посредством сложной комбинации партийного подслушивания, правовых ограничений для журналистов и подкупа цензуры», а также растущей практики «кибер-исчезновения» материалов, написанных блогерами-активистами или материалов, написанных о них.
Другие мнения предполагают, что китайские компании, такие как Baidu, Tencent и Alibaba, одни из крупнейших мировых интернет-предприятий, извлекли выгоду из того, что Китай заблокировал международных конкурентов на внутреннем рынке.